# Groupe de NGC 862
Le groupe de NGC 862 comprend trois galaxies situées dans la constellation du Phénix. La distance moyenne entre ce groupe et la Voie lactée est d'environ 77,0 Mpc (∼251 millions d'al). 

## Membres
Le tableau ci-dessous liste les trois galaxies du groupe indiquées dans l'article de A.M. Garcia paru en 1993. 
| Nom       | Class.   | Type                  | α (J2000.0)   | δ (J2000.0)  | Vitesse radiale (km/s) | m     | Distance (Mpc) | Diamètre (kal) |
| --------- | -------- | --------------------- | ------------- | ------------ | ---------------------- | ----- | -------------- | -------------- |
| NGC 822   | E?       | Elliptique            | 02h 06m 39.1s | -41° 09′ 24″ | 5430 ± 19              | 13,2  | 77,6 ± 5,4     | 130            |
| NGC 862   | E?       | Elliptique            | 02h 06m 03.0s | -42° 02′ 01″ | 5395 ± 18              | 11,8  | 77,2 ± 5,5     | 163            |
| ESO 298-8 | SAB(rs)c | Spirale intermédiaire | 02h 06m 16.4s | -41° 31′ 23″ | 5379 ± 8               | 14,68 | 76,8 ± 5,4     | 146            |

Le site DeepskyLog permet de trouver aisément les constellations des galaxies mentionnées dans ce tableau ou si elles ne s'y trouvent pas, l'outil du site constellation permet de le faire à l'aide des coordonnées de la galaxie. Sauf indication contraire, les données proviennent du site NASA/IPAC.